# 東条村 (長野県)
東条村（ひがしじょうむら）は長野県埴科郡にあった村。概ね現在の長野市松代町東条・松代温泉・皆神台にあたる。

## 地理
- 山：尼巌山、奇妙山

## 歴史
- 1871年（明治4年） - 近世以来の東条村が松代町の一部（十人町地区）を合併。
- 1876年（明治9年）5月30日 - 田中村・加賀井村を合併。
- 1889年（明治22年）4月1日 - 町村制の施行により、東条村が単独で自治体を形成。
- 1951年（昭和26年）4月3日 - 松代町・清野村と合併して松代町が発足。同日東条村廃止。